# Initiative populaire « Oui à l'Europe ! »
L'initiative populaire « Oui à l'Europe ! » est une initiative populaire suisse, rejetée par le peuple et les cantons le 4 mars 2001.

## Contenu
L'initiative demande l'ajout de trois dispositions transitoires à la Constitution fédérale pour engager « sans délai » des négociations avec l'Union européenne en vue de l'adhésion de la Suisse à cette entité, la décision finale étant toutefois soumise au référendum populaire obligatoire. L'initiative prévoit également que, lors de ces négociations, aussi bien les droits des cantons que « les valeurs fondamentales de la démocratie et du fédéralisme ainsi que les acquis sociaux et environnementaux » doivent être préservés.
Le texte complet de l'initiative peut être consulté sur le site de la Chancellerie fédérale.

## Déroulement

### Contexte historique
Le 20 mai 1992, le gouvernement suisse dépose une demande d'adhésion à la Communauté européenne, basée sur un rapport officiel publié deux jours auparavant. En réaction, la Lega tessinoise et les Démocrates suisses lancent le 21 juillet 1992 une initiative intitulée « Négociations d'adhésion à l'UE : que le peuple décide ! » pour confier au peuple et aux cantons la décision de confirmer l'ouverture de ces négociations ou non.
Le 6 décembre 1992, une courte majorité du peuple et une large majorité des cantons refusent toutefois l'accord sur l'Espace économique européen. En conséquence, la demande d'adhésion est gelée par les autorités, pour une durée indéterminée.
L'initiative de la Lega et des D.S. aboutit néanmoins le 21 janvier 1994 et elle est rejetée en votation populaire le 6 juin 1997.

### Récolte des signatures et dépôt de l'initiative
Entre-temps, un comité formé de représentants de plusieurs mouvements pro-européens lance cette nouvelle initiative dans le but unique, selon les initiants, de relancer les négociations afin de savoir, à la fin de celles-ci « ce qu'implique l'adhésion pour la Suisse, ce qu'elle recevra et ce qu'elle devra apporter ».
La récolte des 100 000 signatures nécessaires débute le 21 février 1995. Le 30 juillet 1996, l'initiative est déposée à la Chancellerie fédérale qui confirme formellement son aboutissement le 14 février 1997.

### Discussions et recommandations des autorités
Le Parlement et le Conseil fédéral recommandent tous deux le rejet de cette initiative. Dans son message adressé à l'Assemblée fédérale, le Conseil fédéral relève que, selon la répartition des compétences entre les autorités définies par la Constitution, l'ouverture de négociations internationales relève de sa décision et non d'une votation populaire. Il propose donc, à titre de contre-projet indirect, un arrêté fédéral précisant que « La Suisse participe au processus d'intégration européenne et vise dans ce but à adhérer à l'Union européenne » tout en donnant à l'exécutif la responsabilité d'organiser les négociations ainsi que le choix du moment pour réactiver la demande d'adhésion.
Après de longs débats entre les deux Chambres fédérales, le contre-projet du Conseil fédéral est finalement rejeté par le Conseil des États avec, comme principal motif, la volonté de laisser aux autorités « leur entière autonomie en matière de politique extérieure ».
Les recommandations de vote des partis politiques sont les suivantes : 
| Parti politique              | Recommandation |
| ---------------------------- | -------------- |
| Démocrates suisses           | non            |
| Parti chrétien-social        | oui            |
| Parti démocrate-chrétien     | oui            |
| Parti évangélique            | non            |
| Parti libéral                | oui            |
| Parti de la liberté          | non            |
| Parti radical-démocratique   | non            |
| Parti socialiste             | oui            |
| Parti suisse du travail      | oui            |
| Union démocratique du centre | non            |
| Union démocratique fédérale  | non            |
| Les Verts                    | oui            |

### Votation
Le 4 mars 2001, l'initiative est refusée à l'unanimité des cantons et par 76,8 % des suffrages exprimés, avec une participation de 55,8 %. Le tableau ci-dessous détaille les résultats par canton :

## Effets
Malgré ce refus populaire, la Confédération et l'Union européenne lancent un nouveau cycle de négociations, qui débouche sur une deuxième série d'accords bilatéraux, signés le 26 octobre 2004.